# Південносемітські мови
Південносемітські мови — одна з трьох груп семітських мов. 

## Походження
Походження південносемітських мов широко обговорюється, причому такі науковці, як А. Муртонен (1967) і Лайонел Бендер (1997), припускають що вони походять з Ефіопії, а інші припускають походження з південної частини Аравійського півострова. Дослідження 2009 року, засноване на байєсівській моделі оцінки мовних змін, дійшло висновку, що більш ймовірним є останній варіант. Цей статистичний аналіз не міг оцінити, коли і де предок усіх семітських мов відокремився від афразійських, але він припустив, що розходження східної, центральної та південносемітської гілок відбулося у Леванті. Відповідно до теорії, в яку зараз вірять багато вчених, семітські мови виникли з відгалуження ще більш ранньої мови в Північній Африці, і опустелювання змусило деяких її носіїв мігрувати в четвертому тисячолітті до нашої ери на територію сучасної Ефіопії, а інших до Західної Азії.

## Класифікація
Південносемітські мови поділяються на дві гілки:
- Західна
  - Давні південноаравійські мови — вимерлі мови, раніше вважалися мовними предками сучасних південноаравійських семітських мов, але в наш час сучасна південноаравійська класифікується як східно-південносемітська мова. Мови разіхі та файфі, ймовірно, є її нащадками.
  - Ефіосемітські мови — поширені на південному узбережжі Аравійського півострова і зустрічаються на березі Червоного моря на Африканському Розі, в основному в сучасних Ефіопії та Еритреї.
- Східна
  - Сучасні південноаравійські мови — цими мовами розмовляють переважно невеликі меншини на Аравійському півострові в Ємені (Махра та Сокотра) та Омані (Дофар).

## Демографія
Ефіосемітські мови разом мають найбільшу кількість носіїв з будь-яких семітських мов, крім арабської. Основними мовами Еритреї є переважно тигринья та тиґре, які є північноефіопськими мовами, а амхарська є основною мовою в Ефіопії. Мова геєз продовжує використовуватися в Еритреї та Ефіопії як літургійна мова у православних церквах тевахедо.
Південноаравійські мови поступово витіснялися більш домінуючою арабською протягом більш ніж тисячоліття. Ethnologue налічує шість сучасних представників південноаравійської гілки та 15 представників ефіопської гілки.